# Liste der Monuments historiques in Sommesous
Die Liste der Monuments historiques in Sommesous führt die Monuments historiques in der französischen Gemeinde Sommesous auf.

## Liste der Immobilien
| Bezeichnung     | Beschreibung            | Standort               | Kennzeichnung | Schutzstatus | Datum | Bild           |
| --------------- | ----------------------- | ---------------------- | ------------- | ------------ | ----- | -------------- |
| Kirche St-Denis | aus dem 11. Jahrhundert | Rue de l'Eglise (Lage) | PA00078862    | Classé       | 1916  | weitere Bilder |

## Liste der Objekte
| Bezeichnung | Beschreibung           | Standort                      | Kennzeichnung | Schutzstatus | Datum | Bild |
| ----------- | ---------------------- | ----------------------------- | ------------- | ------------ | ----- | ---- |
| Grabstein   | Stein, 14. Jahrhundert | in der Kirche St-Denis (Lage) | PM51001074    | Classé       | 1977  |      |